# Eduard Handschin
Eduard Handschin (* 31. August 1894 in Liestal, heimatberechtigt in Gelterkinden; † 19. Januar 1962 in Basel) war ein Schweizer Entomologe und Museumsdirektor.

## Leben
Handschin war der Sohn von Carl Albert und Anna Handschin, geborene Freivogel. Sein Vater war Unternehmer und Gründer der Textilfirma Hanro. Handschin besuchte die Primar- und Bezirksschule in seinem Geburtsort. Aufgrund seines Asthmas wechselte er auf das Gymnasium in Trogen AR (Kanton Appenzell Ausserrhoden), wo er die Matura ablegte.  Ab 1913 absolvierte er ein Zoologiestudium an der Universität Basel, wo er 1918 mit einer Dissertation über die wirbellose terrestrische Gletscherfauna der schweizerischen Hochgebirge unter der Leitung von Friedrich Zschokke (1860–1936) zum Doktor promoviert wurde. Danach studierte er ein Semester an der Universität Lausanne und war Assistent am hydrobiologisch-parasitologischen Institut der Universität Genf. 1921 habilitierte sich Handschin an der Universität Basel, wo er ab 1925 Lehrbeauftragter für systematische Zoologie, Parasitologie und Hydrobiologie wurde. 1922 heiratete er Mathilde Hofstetter, mit der er drei Söhne und eine Tochter hatte. 1927 wurde er zum außerordentlichen Professor an der Universität Basel ernannt, im selben Jahr unterrichtete er als Gastdozent an der University of Cambridge. 1928 war er wissenschaftlicher Mitarbeiter an der Forschungsstation Harpenden. Zwischen 1930 und 1932 führte Handschin Studien zur Bekämpfung der Büffelfliege, die der Viehwirtschaft gewaltige Schäden zufügte, in Indonesien und Australien durch. 1932 kam Handschin an das Naturhistorische Museum Basel, wo er zunächst Mitarbeiter der Museumskommission und ab 1946 Präsident war. Von 1956 bis 1959 war er Direktor des Naturhistorischen Museums Basel, wo er sich vor allem dem Aufbau und Ausbau der entomologischen Abteilung widmete. 1942 wurde Handschin zum Ordinarius (ordentlicher Professor) für Entomologie an der Universität Basel berufen.
Handschin war auch ein Verfechter der Nationalparkidee in der Schweiz. 1919 wurde er Mitarbeiter und ab 1926 Mitglied der wissenschaftlichen Nationalparkkommission. Er war Mitglied der Naturforschenden Gesellschaft Basel sowie Redaktionsmitglied der Zeitschrift Verhandlungen. Zudem war er Mitglied des ständigen Komitees der Internationalen Kongresse für Entomologie und der Schweizerischen Entomologischen Gesellschaft.
Handschin starb im Januar 1962 im Naturhistorischen Museum Basel an einem Herzschlag.